# Elimía
Elimía (grec moderne : Ελιμεία) est un ancien dème de l'unité régionale de Kozani, en Macédoine occidentale, en Grèce. Depuis la réforme du gouvernement local de 2011, elle fait partie de la municipalité de Kozani, dont elle est une unité municipale. L'unité municipale a une superficie de 99,166 km 2. La population est de 5 910 habitants selon le recensement de 2011. Le siège de la municipalité était à Krókos. Lors du référendum qui a eu lieu au printemps 2006, 55 % des habitants ont voté pour l'union de leur commune avec Kozani.